# Бели Југ (1919—1920)
Бели Југ или Југ Русије (рус. Белый Юг или Юг России), у совјетској литератури познат и као Деникија и Доброволија (рус. Деникия, Доброволия), назив је за део територије на југу некадашње Руске Империје који се током Руског грађанског рата једно време налазио под управом контрареволуционарног Белог покрета, односно Добровољачке армије касније  Оружане снаге Југа Русије. Бели Југ је у периоду између 1919. и 1920. егзистирао као фактички независна држава, функцију председника обављао је главнокомандујући ОСЈР-а, штампали су властити новац и имали засебну судску и законодавну власт. Због војничких и политичких турбуленција на том подручју, Југ Русије није имао стабилне границе и територијално се мењао у зависности од тренутних успеха на бојном бољу. Тако су се у једном моменту у саставу ове територије налазили Кубањ, Крим, источни, централни и западни делови Украјинске НР, Новорусија, Черноземје, доње Поволжје, Северни Кавказ и друге територије.
Добровољачка армија која је основана на подручју Ростова на Дону, у почетку није бележила веће супехе у сукобима са знатно бројнијом и боље наоружаном Црвеном армијом, те је до краја 1918. под њеном управом било искључиво подручје Кубањске регије. Пораз Централних сила у Првом светском рату омогућио је војну и логистичку подршку Сила Антанте, а успеси које је генерал Антон Дењикин остварио на фронту потакли су и Козаке Донске армије да им се прикључе почетком 1919. године. У наредних неколико месеци ОСЈР је постала најјача антисовјетска формација на подручју некадашње Руске Империје и за кратко време је успела да под своју управу постави цело подручје Северног Кавказа на југу, на северу градове Курск, Орел и Вороњеж, те на запад све до Одесе.
Међутим политички успеси нису пратили војничке и генерал Дењикин никако није успевао да успостави чврсту везу између етнички и идеолошки диференцираних фракција у држави. Југ Русије је тако био класична војна диктатура, а локални званичници су над неистомишљеницима често спроводили крајње насилне методе. Локално становништво незадовољно Белим терором убрзо су окренуле локално становништво против Дењикина, што је омогућило Црвеноармејцима да у јесен 1919. започну опсежну контраофанзиву која је довела до сузбијања контрареволуционарног покрета на подручје Кубања. У пролеће 1920. Дењикин је команду предао Петру Врангелу, а ОСЈР се потом повукла на Крим, односно даље у емиграцију. То је уједно био и крај Белог Југа.

## Препоручена литература
- Аксёнова Светлана, Жилкин Алексей. Монеты и банкноты России и СССР. — Ростов-на-Дону: Владис, — — 416 с. —. 2008.  978-5-9567-0443-1. стр. 320–322.
- Веллер М. И., Буровский А. М. Гражданская история безумной войны. — М.: АСТ, — 640 с. —. 2007.  978-5-17-45470-9 неважећи .
- Ушаков А. И., Федюк В. П. Белый Юг. Ноябрь 1919 — ноябрь  — Москва: АИРО-XX, 1997. —. 1920.  978-5-88735-045-5.
- Цветков В. Ж. Белое дело в России. 1919 г. (формирование и эволюция политических структур Белого движения в России). — 1-е. — М.: «Посев», — 636 с. — 250 экз. —. 2009.  978-5-85824-184-3.